# Utsurobune

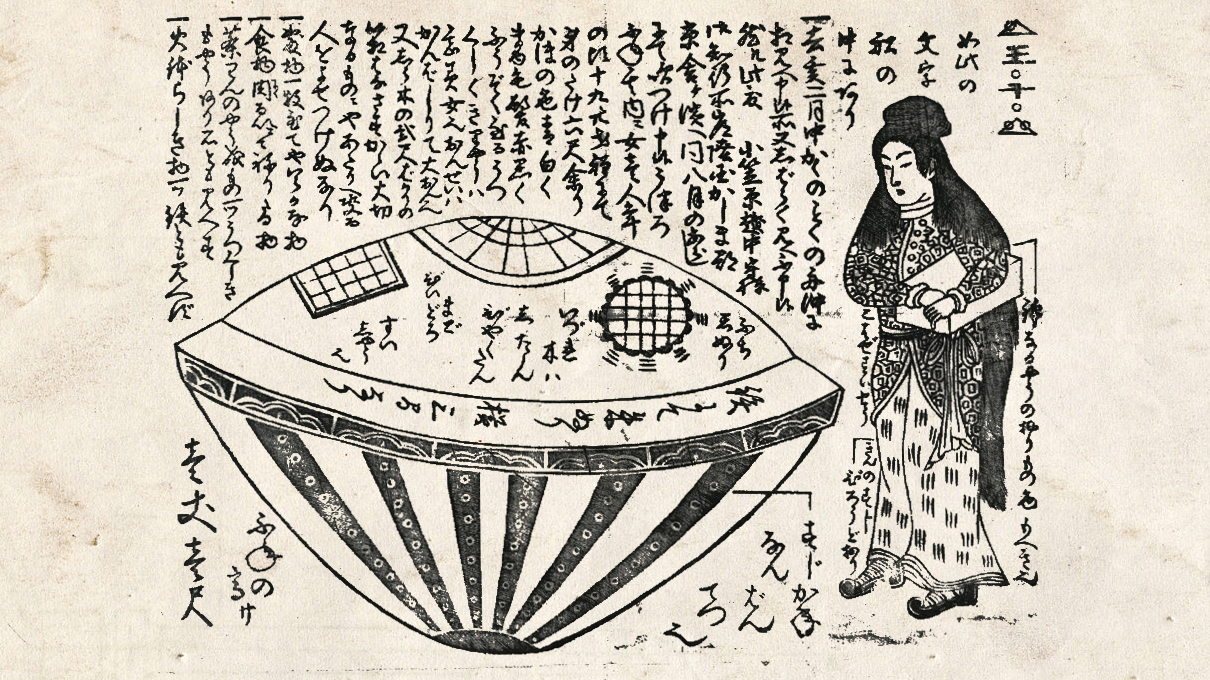
Disegno dell'Utsuro-bune di Nagahashi Matajirou (1844)

Utsurobune (anche Utsuro-bune) è un oggetto misterioso, simile a una nave, arrivato sulle coste giapponesi nel 1803 e descritto in alcuni testi giapponesi: Toen shōsetsu (1825), Hyōryū kishū (1835) e Ume-no-chiri (1844).
Nel libro Hyōryū kishū (diario e racconti dei naufraghi) sono descritte storie di naufraghi giapponesi su altre spiagge o di naufraghi stranieri su quelle del paese del Sol Levante. Una tra queste è proprio quella di una "straniera" la cui "nave" sarebbe approdata sulle coste della provincia di Hitachi (nell'odierna periferia di Ibaraki); i locali la descrivono come una nave cava (utsuro-bune), lunga 5,4 metri e alta 3,3 metri, di color legno di sandalo rosso e ferro, con finestre di cristallo e vetro.
Secondo la leggenda una donna attraente arrivò a bordo della nave e venne interrogata da pescatori ma la donna non parlava giapponese e i pescatori la riaccompagnarono quindi all'imbarcazione che lasciò poi la costa.
Storici, etnologi e fisici come Kazuo Tanaka e Yanagita Kunio hanno esaminato il racconto e lo hanno giudicato come versione di una più antica tradizione del folclore giapponese. In alternativa alcuni ufologi affermano che la storia mostra elementi tipici di un incontro ravvicinato del terzo tipo.